# Bódis József
Bódis József (Csurgó, 1953. július 12. –) magyar orvos, szülész-nőgyógyász, egyetemi tanár, 2010-től 2018-ig két terminusban a Pécsi Tudományegyetem rektora, a negyedik Orbán-kormány oktatási államtitkára.

## Élete
1953. július 12-én született a Somogy megyei Csurgón. Édesapja, Bódis József, cukrász és pék volt, édesanyja, Varga Rózsa, szintén a helyi pékségben dolgozott. 1959 és 67 között a csurgói II. Rákóczi Ferenc Általános Iskolában, majd 1967-től 1971-ig a Csokonai Vitéz Mihály Gimnáziumban tanult. A gimnázium elvégzését követően a Pécsi Orvostudományi Egyetemre jelentkezett, ahol 1977-ben orvosi diplomát szerzett. Az egyetemi tanulmányai során aktív tagja volt a tudományos diákkörnek. Kutatásait eleinte az Élettani Intézet berkeiben folytatta, majd később a Nőgyógyászati Klinikán vállalt munkát. 2010-ben és 2014-ben a Pécsi Tudományegyetem rektorává választották. 2014 óta második alkalommal választották a Magyar Rektori Konferencia elnökének. Jelenleg a Magyar Nőorvos Társaság elnöki tisztségét is betölti.
1989-től az orvostudomány kandidátusa, 1996-ban habilitált. 1999-óta a Magyar Tudományos Akadémia doktora (DSc) szintén klinikai orvostudományokból. Kutatási területe a nőgyógyászati endoszkópia, a reprodukciós endokrinológia és az urogynecologia.
Több hazai és külföldi nőgyógyászati szervezet tagja.

## Magánélete
Házas, felesége dr. Zámbó Katalin, radioizotóp-diagnosztikai szakorvosként dolgozik. Két gyermekük született: Viktória (1979) okleveles építész és Richárd (1986) ügyvéd.

## Díjai
- A Magyar Érdemrend középkeresztje (2023)
- Hippokratesz díj: 2012
- PAB Tudományszervezési Díj: 2010
- A Magyar Köztársasági Érdemrend tisztikeresztje: 2005
- PAB Tudományszervezési Díj: 2005
- Magyar Nőorvosok Lapja- Nívódíj: 1995
- Magyar Nőorvosok Lapja- Nívódíj: 1988
- Gyógyszereink-Nívódíj: 1985